# Behemoth (Band)/Diskografie
Diese Diskografie ist eine Übersicht über die musikalischen Werke der polnischen Metal-Band Behemoth. Den Schallplattenauszeichnungen zufolge hat sie bisher mehr als 25.000 Tonträger verkauft. Ihre erfolgreichste Veröffentlichung ist das Album Evangelion mit über 15.000 verkauften Einheiten.

## Alben

### Studioalben
| Jahr | Titel Musiklabel                                    | Höchstplatzierung, Gesamtwochen, AuszeichnungChartplatzierungen (Jahr, Titel, Musiklabel, Platzierungen, Wochen, Auszeichnungen, Anmerkungen) | Höchstplatzierung, Gesamtwochen, AuszeichnungChartplatzierungen (Jahr, Titel, Musiklabel, Platzierungen, Wochen, Auszeichnungen, Anmerkungen) | Höchstplatzierung, Gesamtwochen, AuszeichnungChartplatzierungen (Jahr, Titel, Musiklabel, Platzierungen, Wochen, Auszeichnungen, Anmerkungen) | Höchstplatzierung, Gesamtwochen, AuszeichnungChartplatzierungen (Jahr, Titel, Musiklabel, Platzierungen, Wochen, Auszeichnungen, Anmerkungen) | Höchstplatzierung, Gesamtwochen, AuszeichnungChartplatzierungen (Jahr, Titel, Musiklabel, Platzierungen, Wochen, Auszeichnungen, Anmerkungen) | Höchstplatzierung, Gesamtwochen, AuszeichnungChartplatzierungen (Jahr, Titel, Musiklabel, Platzierungen, Wochen, Auszeichnungen, Anmerkungen) | Anmerkungen                                             |
| Jahr | Titel Musiklabel                                    | PL | DE | AT | CH | UK | US | Anmerkungen                                             |
| ---- | --------------------------------------------------- | --- | --- | --- | --- | --- | --- | ------------------------------------------------------- |
| 1995 | Sventevith (Storming Near the Baltic) Pagan Records | — | — | — | — | — | — | Erstveröffentlichung: April 1995                        |
| 1996 | Grom Solistitium Records                            | — | — | — | — | — | — | Erstveröffentlichung: 2. Januar 1996                    |
| 1998 | Pandemonic Incantations Solistitium Records         | — | — | — | — | — | — | Erstveröffentlichung: 2. März 1998                      |
| 1999 | Satanica Avantgarde Music                           | — | — | — | — | — | — | Erstveröffentlichung: 25. Oktober 1999                  |
| 2000 | Thelema.6 Avantgarde Music                          | PL31 (2 Wo.)PL | — | — | — | — | — | Erstveröffentlichung: 27. November 2000                 |
| 2002 | Zos Kia Cultus (Here and Beyond) Avantgarde Music   | — | — | — | — | — | — | Erstveröffentlichung: 28. Oktober 2002                  |
| 2004 | Demigod Regain Records                              | PL15 (4 Wo.)PL | — | — | — | — | — | Erstveröffentlichung: 25. Oktober 2004                  |
| 2007 | The Apostasy Regain Records                         | PL9 (8 Wo.)PL | — | — | — | — | US149 (1 Wo.)US | Erstveröffentlichung: 2. Juli 2007                      |
| 2009 | Evangelion Nuclear Blast                            | PL1 Gold · (9 Wo.)PL | DE59 (2 Wo.)DE | AT45 (2 Wo.)AT | CH88 (1 Wo.)CH | — | US55 (3 Wo.)US | Erstveröffentlichung: 7. August 2009 Verkäufe: + 15.000 |
| 2014 | The Satanist Nuclear Blast                          | PL1 (7 Wo.)PL | DE11 (2 Wo.)DE | AT24 (2 Wo.)AT | CH33 (1 Wo.)CH | UK57 (1 Wo.)UK | US34 (3 Wo.)US | Erstveröffentlichung: 3. Februar 2014                   |
| 2018 | I Loved You at Your Darkest Nuclear Blast           | PL4 (6 Wo.)PL | DE7 (3 Wo.)DE | AT12 (2 Wo.)AT | CH17 (3 Wo.)CH | UK42 (1 Wo.)UK | US85 (1 Wo.)US | Erstveröffentlichung: 5. Oktober 2018                   |
| 2022 | Opvs Contra Natvram Nuclear Blast                   | PL1 (5 Wo.)PL | DE13 (2 Wo.)DE | AT14 (1 Wo.)AT | CH14 (1 Wo.)CH | — | — | Erstveröffentlichung: 16. September 2022                |
| 2025 | The Shit Ov God Nuclear Blast                       | PL1 (… Wo.)PL | DE19 (1 Wo.)DE | AT4 (1 Wo.)AT | CH12 (1 Wo.)CH | — | — | Erstveröffentlichung: 9. Mai 2025                       |

grau schraffiert: keine Chartdaten aus diesem Jahr verfügbar

### Livealben
| Jahr | Titel Musiklabel              | Höchstplatzierung, Gesamtwochen, AuszeichnungChartplatzierungen (Jahr, Titel, Musiklabel, Platzierungen, Wochen, Auszeichnungen, Anmerkungen) | Höchstplatzierung, Gesamtwochen, AuszeichnungChartplatzierungen (Jahr, Titel, Musiklabel, Platzierungen, Wochen, Auszeichnungen, Anmerkungen) | Höchstplatzierung, Gesamtwochen, AuszeichnungChartplatzierungen (Jahr, Titel, Musiklabel, Platzierungen, Wochen, Auszeichnungen, Anmerkungen) | Höchstplatzierung, Gesamtwochen, AuszeichnungChartplatzierungen (Jahr, Titel, Musiklabel, Platzierungen, Wochen, Auszeichnungen, Anmerkungen) | Höchstplatzierung, Gesamtwochen, AuszeichnungChartplatzierungen (Jahr, Titel, Musiklabel, Platzierungen, Wochen, Auszeichnungen, Anmerkungen) | Höchstplatzierung, Gesamtwochen, AuszeichnungChartplatzierungen (Jahr, Titel, Musiklabel, Platzierungen, Wochen, Auszeichnungen, Anmerkungen) | Anmerkungen                             |
| Jahr | Titel Musiklabel              | PL | DE | AT | CH | UK | US | Anmerkungen                             |
| ---- | ----------------------------- | --- | --- | --- | --- | --- | --- | --------------------------------------- |
| 2018 | Messe Noire Nuclear Blast     | PL7 (1 Wo.)PL | DE27 (1 Wo.)DE | — | — | — | — | Erstveröffentlichung: 13. April 2018    |
| 2021 | In Absentia Dei Nuclear Blast | — | DE27 (1 Wo.)DE | — | CH60 (1 Wo.)CH | — | — | Erstveröffentlichung: 17. Dezember 2021 |

Weitere Livealben
- 2008: At the Arena Ov Aion – Live Apostasy
- 2010: Evangelia Heretica (PL: Platin, Verkäufe: + 10.000)
- 2024: XXX Years Ov Blasphemy

### Kompilationen
- 2006: Demonica
- 2011: Abyssus Abyssum Invocat

### EPs
| Jahr | Titel Musiklabel                        | Höchstplatzierung, Gesamtwochen, AuszeichnungChartplatzierungen (Jahr, Titel, Musiklabel, Platzierungen, Wochen, Auszeichnungen, Anmerkungen) | Höchstplatzierung, Gesamtwochen, AuszeichnungChartplatzierungen (Jahr, Titel, Musiklabel, Platzierungen, Wochen, Auszeichnungen, Anmerkungen) | Höchstplatzierung, Gesamtwochen, AuszeichnungChartplatzierungen (Jahr, Titel, Musiklabel, Platzierungen, Wochen, Auszeichnungen, Anmerkungen) | Höchstplatzierung, Gesamtwochen, AuszeichnungChartplatzierungen (Jahr, Titel, Musiklabel, Platzierungen, Wochen, Auszeichnungen, Anmerkungen) | Höchstplatzierung, Gesamtwochen, AuszeichnungChartplatzierungen (Jahr, Titel, Musiklabel, Platzierungen, Wochen, Auszeichnungen, Anmerkungen) | Höchstplatzierung, Gesamtwochen, AuszeichnungChartplatzierungen (Jahr, Titel, Musiklabel, Platzierungen, Wochen, Auszeichnungen, Anmerkungen) | Anmerkungen                       |
| Jahr | Titel Musiklabel                        | PL | DE | AT | CH | UK | US | Anmerkungen                       |
| ---- | --------------------------------------- | --- | --- | --- | --- | --- | --- | --------------------------------- |
| 1995 | And the Forests Dream Eternally Enthopy | — | DE78 (1 Wo.)DE | — | — | — | — | Erstveröffentlichung: August 1995 |

grau schraffiert: keine Chartdaten aus diesem Jahr verfügbar
Weitere EPs
- 1997: Bewitching the Pomerania
- 2001: Antichristian Phenomenon
- 2002: Live in Toulouse
- 2003: Conjuration
- 2005: Slaves Shall Serve
- 2008: Ezkaton
- 2014: Xiadz

## Singles
- 2009: Ov Fire and the Void
- 2013: Blow Your Trumpets Gabriel

## Videoalben und Musikvideos

### Videoalben
- 2000: Live Eschaton (VHS)
- 2002: The Art of Rebellion: Live (DVD)
- 2004: Crush.Fukk.Create: Requiem for Generation Armageddon (DVD)

### Musikvideos
- 1999: Decade of Therion
- 2001: Antichristian Phenomenon
- 2003: As Above So Below
- 2005: Conquer All
- 2005: Slaves Shall Serve
- 2007: Prometherion
- 2008: At the Left Hand ov God
- 2008: Inner Sanctum
- 2009: Ov Fire and the Void
- 2010: Alas, Lord Is Upon Me
- 2011: Lucifer
- 2013: Blow Your Trumpets Gabriel
- 2014: Ora Pro Nobis Lucifer
- 2015: Messe Noire
- 2015: The Satanist
- 2016: Ben Sahar
- 2017: O Father O Satan O Sun!
- 2018: God = Dog
- 2018: Wolves ov Siberia
- 2018: Bartzabel
- 2019: Ecclesia Diabolica Catholica
- 2019: Sabbath Mater
- 2020: Rom 5:8

## Sonderveröffentlichungen

### Demos
- 1992: Endless Damnation
- 1992: The Return of the Northern Moon
- 1993: …From the Pagan Vastlands

### Splits
- 1997: And the Forests Dream Eternally / Forbidden Spaces (mit Damnation)

### Beiträge für Kompilationen
| Jahr | Titel            | Kompilation                                                |
| ---- | ---------------- | ---------------------------------------------------------- |
| 1996 | Ostatni Tabor    | Czarne Zastępy – Tribute to Kat                            |
| 2001 | Carnage          | Originators of the Northern Darkness – A Tribute to Mayhem |
| 2002 | Day of Suffering | Tyrants from the Abyss – Tribute to Morbid Angel           |

## Statistik

### Chartauswertung
|                     | PL    | DE    | AT    | CH    | UK    | US    |
| ------------------- | ----- | ----- | ----- | ----- | ----- | ----- |
| Nummer-eins-Alben   | PL4PL | DE—DE | AT—AT | CH—CH | UK—UK | US—US |
| Top-10-Alben        | PL7PL | DE1DE | AT1AT | CH—CH | UK—UK | US—US |
| Alben in den Charts | PL9PL | DE8DE | AT5AT | CH6CH | UK2UK | US4US |

### Auszeichnungen für Musikverkäufe
Anmerkung: Auszeichnungen in Ländern aus den Charttabellen bzw. Chartboxen sind in ebendiesen zu finden.
| Land/RegionAuszeichnungen für Musikverkäufe (Land/Region, Auszeichnungen, Verkäufe, Quellen) | Gold  | Platin  | Verkäufe | Quellen |
| -------------------------------------------------------------------------------------------- | ----- | ------- | -------- | ------- |
| Polen (ZPAV)                                                                                 | Gold1 | Platin1 | 25.000   | olis.pl |
| Insgesamt                                                                                    | Gold1 | Platin1 |          |         |